# 부서 (사업)
부서(division)는 사업, 조직이나 회사에서 사업상 분류에 따라 나눈 하위 사업체을 가리킨다.

## 개요
부서들은 사업에서 분명하게 나뉜 분류이다. 한 회사 내에 속한 모든 부서들의 의무와 빚은 법적으로 그 회사의 책임이 된다.

## 같이 보기
- 브랜드
- 자회사